# Саваж (Міннесота)
Саваж (англ. Savage) — місто (англ. city) в США, в окрузі Скотт штату Міннесота. Населення — 32 465 осіб (2020).

## Географія
Саваж розташований за координатами 44°45′26″ пн. ш. 93°22′1″ зх. д. / 44.75722° пн. ш. 93.36694° зх. д. (44.757299, -93.366971).  За даними Бюро перепису населення США в 2010 році місто мало площу 42,60 км², з яких 40,49 км² — суходіл та 2,11 км² — водойми.

## Демографія
Згідно з переписом 2010 року, у місті мешкало 26 911 особа в 9116 домогосподарствах у складі 7222 родин. Густота населення становила 632 особи/км².  Було 9429 помешкань (221/км²).
Расовий склад населення:
| - 82,6 % — білих - 8,4 % — азіатів - 4,3 % — чорних або афроамериканців - 0,4 % — корінних американців - 0,3 % — вихідців з тихоокеанських островів - 1,4 % — осіб інших рас |

До двох чи більше рас належало 2,6 %. Частка іспаномовних становила 3,4 % від усіх жителів.
За віковим діапазоном населення розподілялося таким чином: 31,5 % — особи молодші 18 років, 63,0 % — особи у віці 18—64 років, 5,5 % — особи у віці 65 років та старші. Медіана віку мешканця становила 34,6 року. На 100 осіб жіночої статі у місті припадало 100,4 чоловіків;  на 100 жінок у віці від 18 років та старших — 99,1 чоловіків також старших 18 років.
Середній дохід на одне домашнє господарство  становив 113 434 долари США (медіана — 94 620), а середній дохід на одну сім'ю — 126 406 доларів (медіана — 108 117). Медіана доходів становила 66 484 долари для чоловіків та 50 096 доларів для жінок. За межею бідності перебувало 5,3 % осіб, у тому числі 6,8 % дітей у віці до 18 років та 4,0 % осіб у віці 65 років та старших.
Цивільне працевлаштоване населення становило 16 269 осіб. Основні галузі зайнятості: освіта, охорона здоров'я та соціальна допомога — 18,7 %, виробництво — 16,5 %, фінанси, страхування та нерухомість — 11,5 %, науковці, спеціалісти, менеджери — 10,7 %.